# غيتو

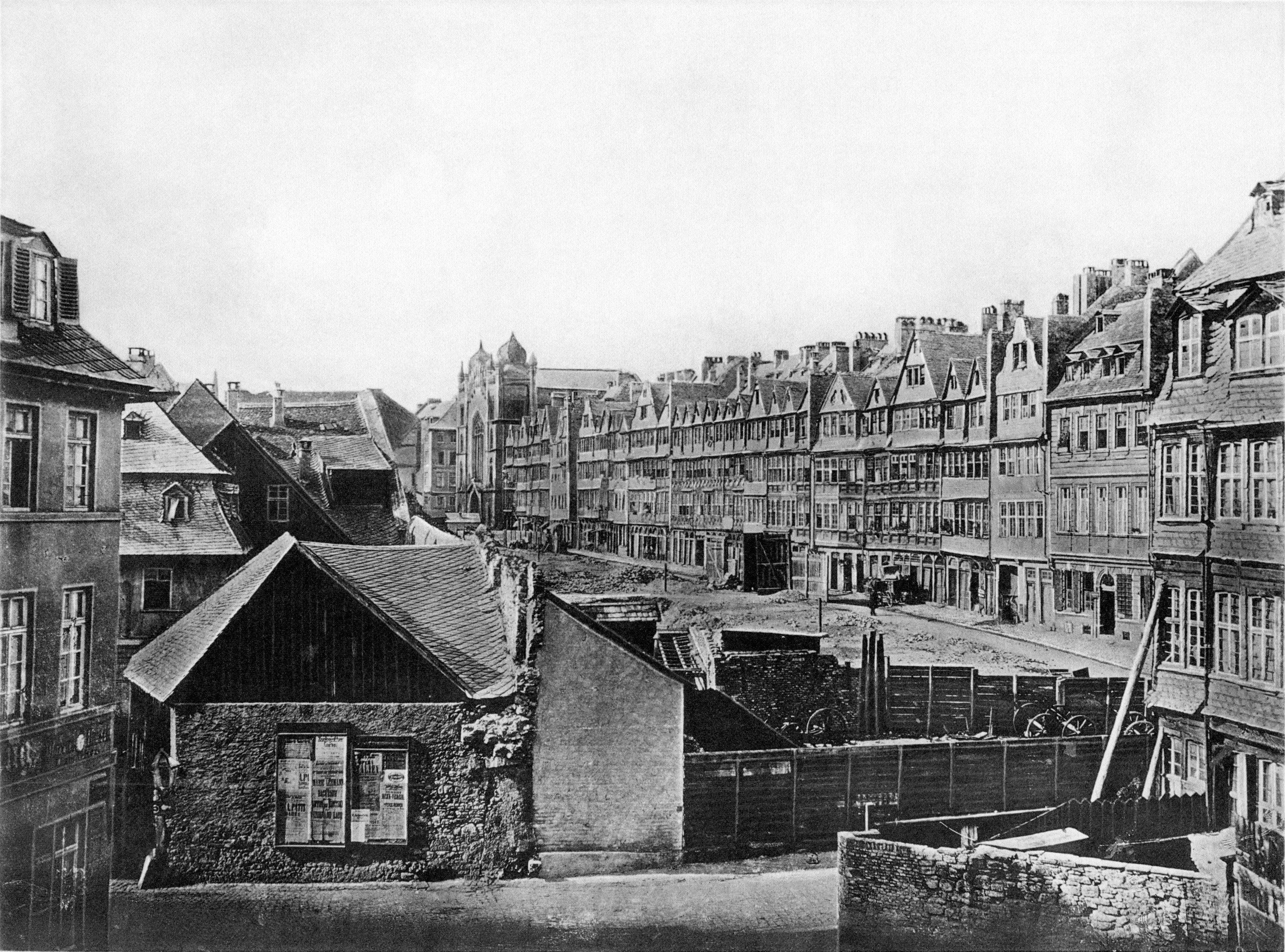
معزل يهودي في فرانكفورت.

المَعزِل أو الغَيْت يشير إلى منطقة يعيش فيها، طوعاً أو كرهاً، مجموعة من السكان يعتبرهم أغلبية الناس خلفية لعرقية معينة أو لثقافة معينة أو لدين. أصل الكلمة يعود للأشارة إلى حي اليهود في المدينة، مثل الغَيت في مركز مدينة روما. ويُشار إلى الغَيت في الدول العربية ب «حارة اليهود» أو الملاح كما يعرف في المغرب، لكن هذه الأحياء في المدن العربية كانت غير معزولة بأسوار عالية ولا مغلقة ببوابات محكمة. الغَيت أيضاً هو وصف درج على وصف الأحياء الفقيرة الموجودة في المناطق المدنية الحديثة.

## الغَيتات اليهودية في أوروبا خلالالحرب العالمية الثانية
تم إنشاء الغَيتات أو ""حارات اليهود" في بولندا لأول مرة بعد حزيران 1941 في الأراضي السوفييتية المحتلة بغرض عزل السكان اليهود وتسهيل عملية نهب ممتلكاتهم واستغلالهم في العمل القسري. وقد أنشئت معظم هذه الغَيتات في الأحياء الأكثر فقرا أو في الأحياء اليهودية المأهولة بكثافة، وكان العديد منها تحيط به أسوار أو أسيجة أو يتم استعمال غير ذلك من وسائل لقطع الاتصال بالعالم الخارجي.

## وصلات خارجية
- الغيتوات، موقع ياد فاشيم.